# 리그 2
리그 2(프랑스어: Ligue 2, 제2 리그)는 공식적으로 협찬사인 발크리시나 중공업의 이름을 따 리그 2 BKT(프랑스어: Ligue 2 BKT)로 불리는 프랑스의 프로 축구 2부 리그이다. 이 리그는 프랑스 축구 2부 리그로, 1부 리그인 리그 1과 함께 프랑스 프로축구연맹(Ligue de Football Professionnel, LFP)이 주관한다. 20개 구단이 참가하며 승강제에 따라 리그 1과 3부 리그인 샹피오나 나시오날과 매 년마다 일부 구단이 맞바뀐다. 시즌은 8월에 시작하여 이듬해 5월에 끝나는데, 각 구단은 38경기씩 맞대결을 펼쳐 총 380번의 경기를 치른다. 대부분의 경기는 금요일과 월요일에 진행되며, 일부는 주중이나 주말의 저녁 시간대에 진행된다. 시즌은 성탄절이 낀 전 주에 중단되어 2주의 휴식기 후인 1월 2째주에 재개한다.
리그 2는 1부 리그가 출범하고 1년 이후인 1933년에 디비시옹 2(프랑스어: Division 2, 2부 리그)의 명칭으로 출범했고, 현재까지 프랑스 축구의 2부 리그로 이어져 왔다. 명칭은 2002년에 현재의 명칭으로 개칭되었다. 리그 2도 LFP가 관리하는 리그임에 따라, 프로 구단으로 전향 절차를 받는 구단도 참가 가능하다. 그러나, 리그 2에서 강등되어 샹피오나 나시오날로 떨어진다면, 프로 구단 지위가 리그 2 재승격 전까지 말소된다.

## 역사
프랑스 2부 리그는 프로 전용 1부 리그가 출범한 지 1년이 되는 1933년에 출범했다. 첫 시즌에는 1932-33 시즌 전국 리그에서 강등 된 6개 구단이 참가한 것으로 시작되었고, 그 외에도 1부 리그 출범에 반대한 구단들도 참가했다. 스트라스부르, 루베, 그리고 아미앵과 같은 구단들 모두 프로 구단으로서의 조건을 갖추어 1부 리그에 참가할 자격을 얻는 데 불만을 제기하고도 2부 리그 첫 시즌에 참가했다.2부 리그 첫 시즌에는 23개 구단이 북부(Nord)와 남부(Sud) 2개조로 나뉘어 참가했다. 14개 구단은 북부 리그에 참가했고, 나머지 9개는 남부 리그에 참가했다. 시즌이 끝나고, 각 조의 1위 구단은 맞대결을 펼쳐 승격할 구단을 결정했다. 1934년 5월 20일, 북부조를 우승한 생-우앙의 레드 스타가 남부조를 우승한 알레스를 상대했다. 레드 스타가 이 경기에서 3-2 승리를 거두며 초대 우승 구단으로 기록되었다. 이 패배에도 불구하고 알레스도 1부 리그를 승격했고, 스트라스부르와 뮐루즈가 참가 구단 수를 16개로 늘리기로 정해지면서, 이어서 리그조를 각각 우승하며 승격했다.
| 시즌                                                             | 우승      |
| ---------------------------------------------------------------- | --------- |
| 1933–34                                                          | 레드 스타 |
| 1934–35                                                          | 메스      |
| 1935–36                                                          | 루앙      |
| 1936–37                                                          | 랑스      |
| 1937–38                                                          | 르 아브르 |
| 1938–39                                                          | 레드 스타 |
| 프랑스 2부 리그 우승 구단 문서에 이 부분의 추가 정보가 있습니다. |           |

몇몇 구단의 통합, 해단, 그리고 프로 지위 박탈로 인해, 연맹은 2부 리그를 16개 구단이 참가하는 리그로 개편하고, 1934-35 시즌부터 단일 리그 형태로 변경되었다. 프랑스 축구단의 예층 불가능한 환경으로 인해 이듬해, 리그 참가 구단 수는 19개가 되었고, 2년 후에는 25개 구단이 참가하는 4개조 참가 리그로 변경되었다. 제2차 세계 대전의 발발로 프랑스 정부와 프랑스 프로축구연맹은 축구 리그를 중단시켰다. 전쟁 종전 후, 2부 리그는 안정화되었다. 아마추어 구단의 수가 늘어나면서, 리그에는 프로와 아마추어 구단이 참가하며, 아마추어 구단은 조건 충족의 전제 하에 프로 구단 전향을 조건으로 참가할 수 있게 되었다. 2002년, 리그의 명칭은 디비시옹 2에서 현재의 리그 2로 개칭되었다.
2014년 11월, 캉과 님의 회장은 몇몇과 함께 승부 조작 의혹으로 구속되었다. 구속은 2014년 5월에 캉과 님 간의 경기에서 1-1 무승부 후 진행되었는데, 무승부로 두 구단 모두 이득을 보았다.

## 리그 형식
리그 2에는 20개 구단이 참가한다. 대게 8월에서 이듬해 5월까지 진행되는 시즌 동안 각 구단은 서로 자신과 상대의 안방에서 한 차례씩, 두 번을 상대하여 총 38번의 경기를 치른다. 승리한 구단은 승점을 3점 추가하며 무승부를 거두면 1점을 획득한다. 패할 경우 승점을 얻을 수 없다. 각 구단은 총 획득 승점에 따라 순위가 정해지며, 동률일 경우 골득실과 다득점으로 결정한다. 매 시즌이 끝나고 가장 많은 승점을 획득한 구단이 우승하게 되며 리그 1로 승격한다. 승점이 동률인 경우에는 골득실이 다득점을 우선으로 한다. 다득점 조건까지 동률이라면, 두 구단은 같은 순위로 리그를 마감한다. 다만 우승, 승격, 강등을 결정해야 하는 상황일 경우 중립 구장에서 플레이오프전을 펼쳐 최종 순위를 결정했다. 준우승을 거둔 구단도 1부 리그에 승격할 수 있다. 4위와 5위 구단은 4위를 차지한 구단의 안방에서 단판 경기를 치르고 승자는 3위 구단의 안방으로 원정을 가 3위 구단을 상대하며, 이 경기의 승자는 리그 1 18위와 맞대결을 펼쳐 이듬해 리그 1 참가 여부를 판가름 낸다. 반면 하위 3개 구단은 샹피오나 나시오날로 강등되며, 3부 리그의 상위 3개 구단이 이들을 대신한다. 2015-16 시즌에 상위 2개 구단은 리그 1로 승격, 하위 구단 2개는 나시오날로 강등하기로 결정되었으나, 국참사원과 프랑스 축구 연맹이 이의를 제기하여 번복되었다.
2021년 12월, 샹피오나 나시오날 상위권 구단들을 포함한 대다수의 LFP 회원 구단들은 리그 2를 2024-25 시즌부터 18개 구단으로 줄이는 데에 찬성표를 던졌다. 따라서 2023-24 시즌에 리그 1의 참가 구단 수가 18개로 줄어들고 1년 뒤부터 유효할 예정이다. 이 계획에 따라 리그 2는 2023-24 시즌 끝에 4개 구단을 강등시키고 나시오날에서 승격한 2개 구단을 합류시키게 된다.

## 참가 구단

### 2023-24 시즌 참가 구단
다음 20개 구단이 2023-24 시즌 리그 2에 참가한다.
| 구단     | 순위 (2022-23) | 연고지   | 경기장                                        | 수용인원      |
| -------- | -------------- | -------- | --------------------------------------------- | ------------- |
| 아작시오 | 리그 1 18위    | 아작시오 | 스타드 프랑수아 코티                          | 10,446        |
| 아미앵   | 12위           | 아미앵   | 라 리코른                                     | 12,097        |
| 앙제     | 리그 1 20위    | 앙제     | 스타드 레몽 코파                              | 18,752        |
| 안시     | 17위           | 안시     | 파르크 데 스포르                              | 15,660        |
| 오세르   | 리그 1 17위    | 오세르   | 스타드 드 라베 데샹                           | 21,379        |
| 바스티아 | 4위            | 바스티아 | 아르망 세사리                                 | 16,078        |
| 보르도   | 3위            | 보르도   | 마트뮈트 아틀랑티크                           | 42,115        |
| 캉       | 5위            | 캉       | 미셸 도르나노                                 | 21,215        |
| 콩카르노 | 나시오날 1위   | 콩카르노 | 스타드 프랑시스 르 블레 스타드 뒤 무스투아르1 | 15,931 18,110 |
| 됭케르크 | 나시오날 2위   | 됭케르크 | 스타드 마르셀 트리뷔                          | 4,933         |
| 그르노블 | 10위           | 그르노블 | 알프                                          | 20,068        |
| 갱강     | 6위            | 갱강     | 루두루                                        | 18,378        |
| 라발루아 | 15위           | 라발     | 프랑시 르 바세르                              | 18,607        |
| 파리     | 7위            | 파리     | 세바스티앙 샬레티                             | 19,151        |
| 포       | 13위           | 포       | 누스트 캉                                     | 4,031         |
| 케비루앙 | 11위           | 루앙     | 로베르 디오숑                                 | 12,018        |
| 로데스   | 14위           | 로데스   | 폴-리뇽                                       | 5,955         |
| 생테티엔 | 8위            | 생테티엔 | 조프루아 기샤르                               | 42,000        |
| 트루아   | 리그 1 19위    | 트루아   | 스타드 드 로브                                | 21, 684       |
| 발랑시엔 | 16위           | 발랑시엔 | 에노                                          | 25,172        |

참고
- ^1  – 콩카르노의 홈구장인 스타드 가이 피리우는 리그 2의 경기장 규격에 맞지 않아 경기 일정에 따라 로리앙의 홈구장인 스타드 뒤 무스투아르나 브레스투아의 홈구장인 스타드 뒤 무스투아르에서 리그 경기를 진행한다.

## 우승
| 구단            | 우승 | 준우승 | 우승 연도                                            | 준우승 연도                                 |
| --------------- | ---- | ------ | ---------------------------------------------------- | ------------------------------------------- |
| 르 아브르       | 6    | 1      | 1937–38, 1958–59, 1984–85, 1990–91, 2007–08, 2022-23 | 1949–50                                     |
| 낭시 로렌       | 5    | 1      | 1974–75, 1989–90, 1997–98, 2004–05, 2015–16          | 1969–70                                     |
| 메스            | 4    | 4      | 1934–35, 2006–07, 2013–14, 2018–19                   | 1950–51, 1960–61, 1966–67, 2022-23          |
| 랑스            | 4    | 2      | 1936–37, 1948–49, 1972–73, 2008–09                   | 2013–14, 2019–20                            |
| 니스            | 4    | 1      | 1947–48, 1964–65, 1969–70, 1993–94                   | 1984–85                                     |
| 릴              | 4    | 1      | 1963–64, 1973–74, 1977–78, 1999–2000                 | 1970–71                                     |
| 몽펠리에        | 3    | 3      | 1945–46, 1960–61, 1986–87                            | 1951–52, 1980–81, 2008–09                   |
| 생테티엔        | 3    | 3      | 1962–63, 1998–99, 2003–04                            | 1933–34, 1937–38, 1985–86                   |
| 스트라스부르    | 3    | 2      | 1976–77, 1987–88, 2016–17                            | 1971–72, 2001–02                            |
| 툴루즈          | 3    | 1      | 1981–82, 2002–03, 2021–22                            | 1996–97                                     |
| 리옹            | 3    | –      | 1950–51, 1953–54, 1988–89                            |                                             |
| 렌              | 2    | 5      | 1955–56, 1982–83                                     | 1938–39, 1957–58, 1975–76, 1989–90, 1993–94 |
| 발랑시엔        | 2    | 5      | 1971–72, 2005–06                                     | 1934–35, 1936–37, 1961–62, 1974–75, 1991–92 |
| 레드 스타       | 2    | 3      | 1933–34, 1938–39                                     | 1954–55, 1964–65, 1973–74                   |
| 앙제            | 2    | 4      | 1968–69, 1975–76                                     | 1955–56, 1977–78, 1992–93, 리그 2 2023-24   |
| 소쇼            | 2    | 2      | 1946–47, 2000–01                                     | 1963–64, 1987–88                            |
| 아작시오        | 2    | 2      | 1966–67, 2001–02                                     | 2010–11, 2021–22                            |
| 칸              | 2    | 2      | 1995–96, 2009–10                                     | 2003–04, 2006–07                            |
| 트루아          | 2    | 2      | 2014–15, 2020–21                                     | 1953–54, 1972–73                            |
| 알레스          | 2    | 1      | 1933–34, 1956–57                                     | 1946–47                                     |
| 낭시            | 2    | 1      | 1945–46, 1957–58                                     | 1959–60                                     |
| 스타드 랭스     | 2    | 1      | 1965–66, 2017–18                                     | 2011–12                                     |
| 그르노블        | 2    | –      | 1959–60, 1961–62                                     |                                             |
| 바스티아        | 2    | –      | 1967–68, 2011–12                                     |                                             |
| 님              | 1    | 3      | 1949–50                                              | 1967–68, 1990–91, 2017–18                   |
| 스당 아르덴     | 1    | 3      | 1954–55                                              | 1971–72, 1998–99, 2005–06                   |
| 브레스투아      | 1    | 3      | 1980–81                                              | 1978–79, 2009–10, 2018–19                   |
| 마르세유        | 1    | 3      | 1994–95                                              | 1965–66, 1983–84, 1995–96                   |
| 모나코          | 1    | 3      | 2012–13                                              | 1952–53, 1970–71, 1976–77                   |
| 루앙            | 1    | 2      | 1935–36                                              | 1933–34, 1981–82                            |
| 스타드 프랑세   | 1    | 2      | 1951–52                                              | 1945–46, 1958–59                            |
| 로리앙          | 1    | 2      | 2019–20                                              | 1997–98, 2000–01                            |
| 툴루즈 (1937년) | 1    | 1      | 1952–53                                              | 1945–46                                     |
| 투르            | 1    | 1      | 1983–84                                              | 1979–80                                     |
| 보르도          | 1    | 1      | 1991–92                                              | 1948–49                                     |
| 파리 생제르맹   | 1    | –      | 1970–71                                              |                                             |
| 게뇽            | 1    | –      | 1978–79                                              |                                             |
| 오세르          | 2    | –      | 1979–80, 리그 2 2023-24                              |                                             |
| 라싱 파리       | 1    | –      | 1985–86                                              |                                             |
| 마르티게        | 1    | –      | 1992–93                                              |                                             |
| 샤토루          | 1    | –      | 1996–97                                              |                                             |
| 토뇽 에비앙     | 1    | –      | 2010–11                                              |                                             |

참고
- 낭시 로렌은 낭시와 아무런 연관이 없다.
- 툴루즈는 툴루즈 (1937년)와 아무런 연관이 없다.

## 기록
- 5분: 2016-17 시즌에 발랑시엔의 앙젤로 풀지니가 리그 2 역대 최단 시간 해트트릭을 완성하는데 걸린 시간.
- 5회: 르 아브르와 낭시 로렌은 5회로 2부 리그 공동 역대 최다 우승 구단
- 리그 1 승격을 이룩하지 못한 역대 최다 승점 적립 구단:

툴루즈: 1994-95 시즌에 42경기에서 77점 기록, 경기당 승점 1.833.
라발루아: 1995-96 시즌 22개 구단이 참가한 시즌에 72점 적립, 경기당 승점 1.71
트루아: 2018-19 시즌 20개 구단이 참가한 시즌에 71점 적립, 경기당 승점 1.868
툴루즈: 2020-21 시즌에 20개 구단이 참가한 시즌에 70점 적립, 경기당 승점 1.84.
아작시오: 중도 중단된 2019-2020 시즌에 20개 구단이 참가하여 승점 52점 적립, 경기당 승점 1.857,
- 128골: 단일 시즌 40경기에 역대 최다 득점한 선수는 1968-69 시즌, 40경기에서 골을 넣은 앙제의 선수.
- 55골: 제라르 그리제티와 1969년, 앙굴렘의 제라르 그리제티가 기록한 골 수와 동일.
- 41시즌: 베산콩과 캉에서 치른 시즌 수
- 리그 2 역대 최단 시간 득점은 2009년 9월 26일, 레미 마레발이 님 올랭피크전에서 시작 8초만에 득점을 올렸는데, 그는 니콜로 푸데부아의 골문을 넘겼다.

## 중계권

### 국내
| 기간              | 후원사                                                                |
| ----------------- | --------------------------------------------------------------------- |
| 2012–13 → 2023–24 | 비인스포츠                                                            |
| 2008–09 → 2011–12 | 유로스포츠                                                            |
| 2008–09 → 2009–10 | 누메리케이블                                                          |
| 2020–21           | 텔레푸트                                                              |
| 2021–22 → 2023–24 | 비인스포츠 (2경기) 아마존 프라임 비디오 (8경기) 레키프 (아마존 1경기) |

### 국제
| 국가   | 방송사 | 기간                          |
| ------ | ------ | ----------------------------- |
| 베트남 | VTV캡  | 2022–23 → 2023–24 (포의 경기) |

## 명명권에 따른 명칭
- 리그 2 도미노 피자 (2016–2020)
- 리그 2 BKT (2020–현재)

## 참고
1. ↑  프랑스어: liɡ dø; "리그 되"